# Onthophagus oblongus
Onthophagus oblongus är en skalbaggsart som beskrevs av Zhang 1997. Onthophagus oblongus ingår i släktet Onthophagus och familjen bladhorningar. Inga underarter finns listade i Catalogue of Life.